# Philipp Arons

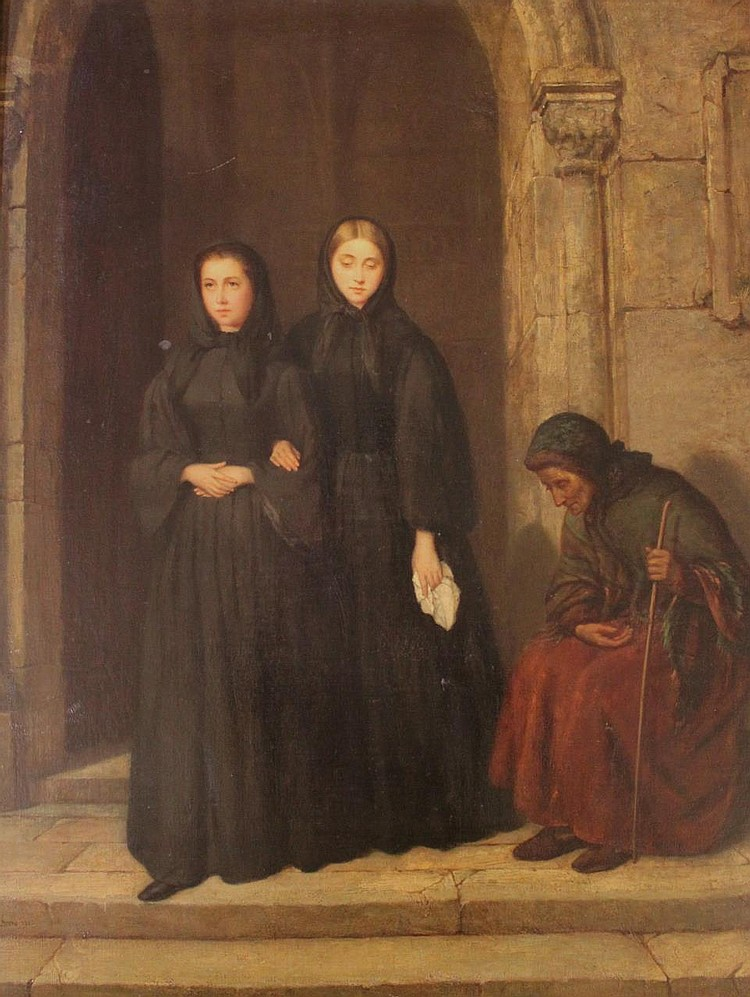
Ohne Titel

Philipp Arons (* 17. September 1821 in Berlin; † 19. November 1902 in Rinteln) war ein deutscher Genre- und Porträtmaler.

## Leben
Arons studierte 1840–1844 an der Königlich Preußischen Akademie der Künste in Berlin, wo er Schüler von Eduard Daege war. Um 1844–1877 ist seine regelmäßige Teilnahme an den Berliner Akademie-Ausstellungen belegt. Spätestens 1844 bis 1848 fand ein erster Parisaufenthalt statt. Er war Schüler in den Ateliers von Léon Cogniet und François-Gabriel Lépaulle. Von 1848 bis 1851 hielt sich Arons in Rom auf. 1852 war er erneut in Paris. Ab 1852 ging er in Berlin einer Tätigkeit als Porträtist nach, und ab 1891 war er in Rinteln a.d. Weser ansässig.

## Werke
- Stillleben, Verbleib unbekannt (BAA 1846, Nr. 20)
- Savojardenkinder in Paris, Verbleib unbekannt (ebd., Nr. 21).